# Championnat d'Écosse féminin de football 2016
 (mai 2025).
Si vous disposez d'ouvrages ou d'articles de référence ou si vous connaissez des sites web de qualité traitant du thème abordé ici, merci de compléter l'article en donnant les références utiles à sa vérifiabilité et en les liant à la section « Notes et références ».
Navigation
Édition précédente Édition suivante
La saison 2016 du Championnat d'Écosse féminin de football (Scottish Women's Premier League) est la quinzième saison du championnat. Le Glasgow City Ladies Football Club remet son titre en jeu.

## Participants
| \| Glasgow : · Glasgow City · Celtic · Rangers · Edimbourg : · Hibernian · Spartans Édimbourg Aberdeen Glasgow Forfar Stirling \| Localisation des clubs engagés dans le championnat. |
| Glasgow : · Glasgow City · Celtic · Rangers · Edimbourg : · Hibernian · Spartans Édimbourg Aberdeen Glasgow Forfar Stirling                                                           |

Ce tableau présente les huit équipes qualifiées pour disputer le championnat 2016. 
| Nom du club                                          | Entraîneur          | Date de création | Dernière montée | Stade                  | Capacité |
| ---------------------------------------------------- | ------------------- | ---------------- | --------------- | ---------------------- | -------- |
| Aberdeen Ladies Football Club                        | Allan Smith         |                  |                 | Heathryfold Park       |          |
| Celtic Ladies Football Club                          | David Haley         | 2007             |                 | Celtic Training Centre | -        |
| Forfar Farmington Football Club                      | Mark Nisbet         | 1984             |                 | Station Park           | 6 777    |
| Glasgow City Football Club                           | Eddie Wolecki-Black | 1998             |                 | Petershill Park        | -        |
| Hibernian Ladies Football Club                       | Willie Kirk         | 1999             |                 | Albyn Park             | -        |
| Rangers Ladies FC                                    | Angie Hind          | 2008             |                 | Petershill Park        |          |
| Spartans Football Club Women's and Girl's            | Debbi McCulloch     | 1985             |                 | Spartans Academy       | 3 000    |
| Stirling University and Falkirk Ladies Football Club | Tommy Craig         | 2015             |                 | Gannochy Sports Centre | 1 000    |

## Classement
Chaque club dispute trois rencontres contre chacun de ses adversaires. La première partie de la saison consiste en un championnat aller-retour. Le choix du terrain pour le troisième match est tiré au sort.
| Rang | Équipe                      | Pts | J  | G  | N | P  | Bp | Bc | Diff |
| ---- | --------------------------- | --- | -- | -- | - | -- | -- | -- | ---- |
| 1    | Glasgow City T              | 60  | 21 | 20 | 0 | 1  | 78 | 12 | +66  |
| 2    | Hibernian Ladies C L        | 52  | 21 | 17 | 1 | 3  | 76 | 17 | +59  |
| 3    | Celtic Ladies               | 39  | 21 | 13 | 0 | 8  | 50 | 30 | +20  |
| 4    | Stirling University Falkirk | 28  | 21 | 9  | 1 | 11 | 28 | 45 | -17  |
| 5    | Rangers Ladies              | 27  | 21 | 9  | 0 | 12 | 35 | 57 | -22  |
| 6    | Spartans FCWG               | 22  | 21 | 7  | 1 | 13 | 24 | 54 | -30  |
| 7    | Aberdeen Ladies             | 16  | 21 | 5  | 1 | 15 | 17 | 46 | -29  |
| 8    | Forfar Farmington           | 6   | 21 | 2  | 0 | 19 | 12 | 59 | -47  |

| Légende : Qualifications et relégations | Légende : Qualifications et relégations                                                                            |
| --------------------------------------- | --- |
|                                         | Ligue des champions féminine de l'UEFA 2017-2018                                                                   |
|                                         | T' : Tenant du titre P : Promu C : Vainqueur de la Coupe d'Écosse 2016 'L : Vainqueur de la Coupe de la Ligue 2016 |

## Bilan de la saison
| Championnat d'Écosse de football 2016            |                          |
| Champion                                         | Glasgow City (11e titre) |
| Dauphin                                          | Hibernian Ladies         |
| Coupes et trophées                               |                          |
| Vainqueur de la Coupe d'Écosse 2016              | Hibernian Ladies         |
| Qualifications continentales                     |                          |
| Ligue des champions féminine de l'UEFA 2017-2018 | Glasgow City             |
| Ligue des champions féminine de l'UEFA 2017-2018 | Hibernian Ladies         |
| Promotions et relégations                        |                          |
| Promus en Championnat d'Écosse de football       | Hamilton Academical WFC  |
| Relégués en Championnat d'Écosse de football     | Forfar Farmington        |